# Израилев, Михаил Маркович
Михаи́л Ма́ркович (Моисе́й Ме́нделевич) Изра́илев (24 июля 1913, Киев — 25 апреля 1992, Кишинёв) — советский режиссёр художественного и документального кино, заслуженный деятель искусств Молдавской ССР (1969).

## Биография
Родился 24 июля 1913 года в Киеве в семье сосницкого мещанина Черниговской губернии Менделя Мовшевича Израилева и Сары-Добы Израилевой. В 1930—1934 годах работал помощником режиссёра на Киевской фабрике художественных фильмов, окончил режиссёрский факультет Киевского театрального института имени И. К. Карпенко-Карого в 1938 году. В 1939—1944 годах был режиссёром Киевского театра музыкальной комедии (эвакуированного в годы войны в Алма-Ату). В 1944—1952 годах — ассистент режиссёра, затем режиссёр Украинской студии хроникально-документальных фильмов, одновременно в 1948—1949 годах — режиссёр оперной студии при Киевской консерватории. В 1952—1955 годах — режиссёр Северо-Кавказской студии кинохроники в Орджоникидзе.
С 1955 года жил в Кишинёве, работал режиссёром дубляжа кинофильмов на молдавский язык, затем режиссёром-постановщиком документального и игрового кино на киностудии Молдова-фильм.
Михаил Израилев — режиссёр-постановщик художественных кинолент студии «Молдова-фильм» «Я вам пишу…» (1959) по сценарию Анатолия Алексина, «Орлиный остров» (1961, первая цветная картина киностудии «Молдова-фильм»), «Армагеддон» (1962), «Молдавские эскизы» (включающий новеллу «Три Марии» о певицах Марии Биешу и Марии Кодряну, актрисе-математике Марии Сагайдак, по сценарию Моисея Гаспаса, 1971), «Самый жаркий август» (о Ясско-Кишинёвской операции по сценарию М. Гаспаса, 1969), «Зарубки на память» (1972), «Тихоня» (1973), «И придёт день», «Что человеку надо» (1975), «Полюшко-поле» (1979). Его короткометражная документальная лента «Молдавию пою» была отмечена первой премией Восьмого Всесоюзного кинофестиваля (1975).

## Фильмография
- 1959 — Я вам пишу...
- 1961 — Орлиный остров (с Марианной Рошаль)
- 1962 — Армагеддон
- 1969 — Самый жаркий август (документальный)
- 1971 — Молдавские эскизы (документальный)
- 1973 — Зарубки на память (с Николаем Гибу)
- 1973 — Тихоня
- 1974 — Молдавию пою (короткометражный документальный , первая премия Всесоюзного кинофестиваля 1975 года)
- 1975 — Что человеку надо
- 1979 — И придёт день...
- 1980 — Сельское хозяйство на индустриальные рельсы (научно-популярный)